# عدن محلاق (السبرة)

تعديل مصدري - تعديل

عدن محلاق هي إحدى قرى عزلة عينان بمديرية السبرة التابعة لمحافظة إب، بلغ تعداد سكانها 1307 نسمة حسب تعداد اليمن لعام 2004.